# Gymnasium Neufeld
Das Gymnasium Neufeld ist eine staatliche Schule in Bern (Kanton Bern). Ein Ausbildungsgang führt zur gymnasialen Matura, an der Fachmittelschule kann die Fachmaturität erlangt werden. Das Gymnasium ist bekannt für seine Konzerte.

## Geschichte

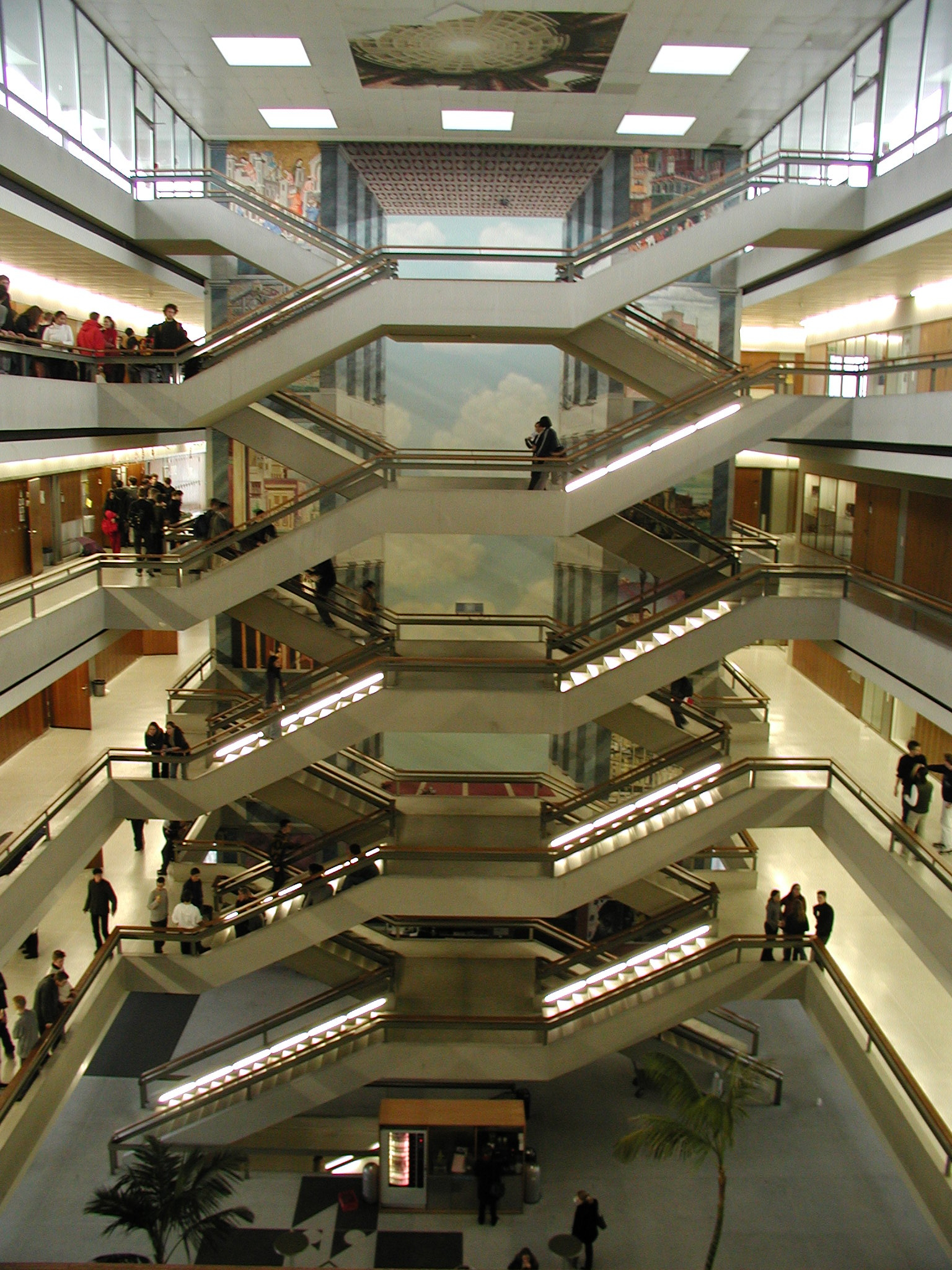
Halle und Wandbild vor der Renovation des Gymnasiums im Sommer und Herbst 2006

### Neues Städtisches Gymnasium
Fünfzehn Jahre nach dem Zweiten Weltkrieg stieg aufgrund der geburtenstarken Jahrgänge die Zahl der Gymnasiasten derart an, dass das Schulhaus Kirchenfeld nicht mehr gross genug war, um alle Schüler aufzunehmen. Ein neues Schulhaus musste errichtet werden. Das Projekt wurde in den Jahren 1962 bis 1965 von den Architekten Hans Andres und Felix Wyler am Ende des Berner Länggassquartiers am Bremgartenwald umgesetzt – im Frühjahr 1965 konnte der Neubau vom städtischen Literargymnasium und dem städtischen Realgymnasium bezogen werden. 1966 wurde das Gebäude offiziell eingeweiht.
1973 wurde ein zweites, kleineres Gebäude für das neu gegründete Wirtschaftsgymnasium gebaut. Viele Jahre wurde im Schulhaus Neufeld an diesen drei Gymnasien in den Typen A (Altgriechisch und Latein), B (Latein), C (Mathematik und Naturwissenschaften) und E (Wirtschaft) unterrichtet. Später kam der Typus D (Neusprachen ohne Latein) hinzu.

### MAR und Kantonalisierung
1995 wurden mit dem Maturitätsanerkennungsreglement (MAR) die alten Schultypen abgeschafft und durch ein neues System mit der Wahlmöglichkeit eines Schwerpunkt- und eines Ergänzungsfaches ersetzt. Auch das letzte Jahr der bisherigen gymnasialen Ausbildung, die Oberprima, wird gestrichen. Das Realgymnasium wird zum „Mathematisch-Naturwissenschaftlichen Gymnasium“ (MNG) umbenannt. Mit der Kantonalisierung der öffentlichen Gymnasien 1997 trat die Stadt Bern ihre Verantwortung über das Gymnasium Neufeld an den Kanton Bern ab.
Durch den Wegfall der Oberprimen wurden Klassenräume frei. 2001 zog die Diplommittelschule in das ehemalige Wirtschaftsgymnasium ein. 2005 wurden die drei Gymnasien und die Diplommittelschule, die nun den Namen „Fachmittelschule Neufeld“ (FMS) trägt, sowie die Berner Maturitätsschule BME zu einem Gymnasium fusioniert, wobei die alten Gymnasien als Abteilungen innerhalb des neu geschaffenen Gymnasiums bestehen blieben. Diese erhielten die Namen Geistes- und Humanwissenschaftliche Abteilung (GH), Mathematisch-Naturwissenschaftliche Abteilung (MN) und Wirtschafts- und Rechtswissenschaftliche Abteilung (WR). Danach wurde zudem eine Gesamtleitung für alle fünf Abteilungen eingeführt.
2006 wurde das Schulhaus saniert. Die Konrektorate wurden auf dem zweiten Stock des Hauptgebäudes konzentriert, und von den ursprünglich drei Lehrerzimmern existieren gegenwärtig noch zwei (je eins für die gymnasialen Abteilungen und die FMS).

### 50-Jahre-Jubiläum
2016 fanden das ganze Jahr über Veranstaltungen zum 50-Jahre-Jubiläum der Schule statt. Dazu zählte ein Schultag wie anno 1966 am 16. Februar, eine Reihe von Ehemaligentreffen und der offizielle Festakt am 17. Juni mit dem Erziehungsdirektor Bernhard Pulver und dem Stadtpräsidenten Alexander Tschäppät. Im Rahmen des Jubiläums entstand der Dokumentarfilm „Ein halbes Jahrhundert“ von Denise Carla Haas.

### Sanierung
In den 2020er-Jahren soll das Gebäude umfassend saniert werden. Während der Sanierung ist von 2026 bis 2030 das Schulgebäude der Schule für Gestaltung Bern und Biel an der Schänzlihalde als Provisorium vorgesehen.

## Hervorragende Leistungen
Obwohl das Schulhaus über grosse Sportanlagen und über gut ausgerüstete Fachräume für Naturwissenschaften verfügt, sind es die Fächer Musik und Bildnerisches Gestalten, welche dem Gymnasium Bekanntheit über die Schulgrenzen hinaus verleihen. Eine weitere Eigenheit ist zudem die Gründung eines Solidaritätsfonds für die Opfer des Holocausts.

### Musik

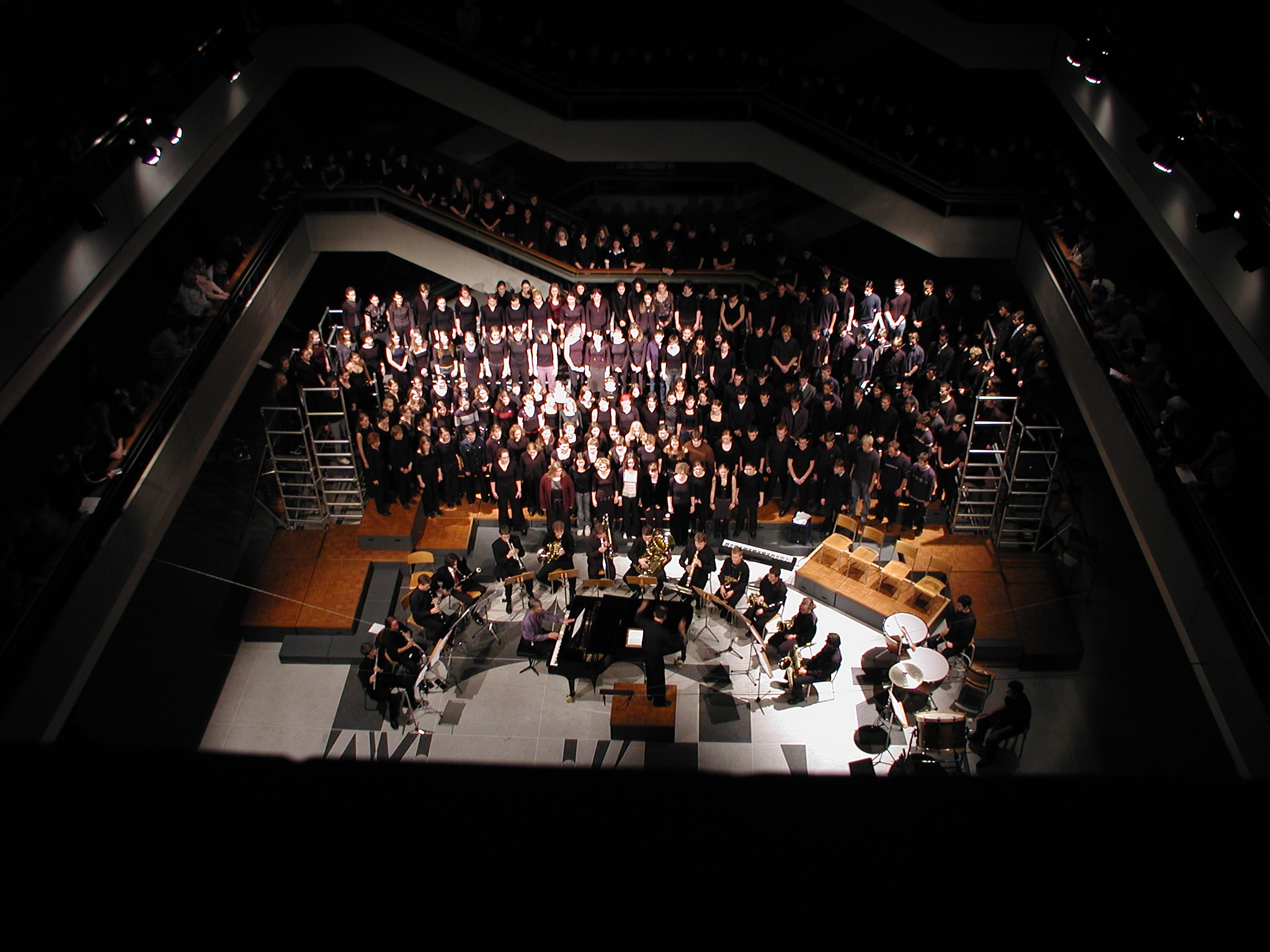
Konzert in der Halle des Gymnasiums

Das Gymnasium Neufeld ist vor allem bekannt für seine Konzerte. Nachdem Adolf „Döfe“ Burkhardt (1934–2002) 1968 als Musiklehrer angestellt wurde, baute dieser die Musikabteilung aus und gründete einen Chor und ein Orchester. Die seither zweimal jährlich stattfindenden Konzerte sind von hoher Qualität und bereichern das Kulturleben der Stadt.
1992 erhielt Burkhardt als erster Preisträger den Sisyphus-Preis der Stadt Bern. 1999 erhielten Chor und Orchester den mit 100'000 Franken dotierten Kulturpreis der Burgergemeinde Bern.
Weitere an den Konzerten beteiligte Musiklehrer sind Christoph Marti, Bruno Späti und Bernhard Kunz. Bruno Späti erhielt 2005 für seine Tätigkeit als Chor- und Orchesterleiter den Preis für Musik des Kantons Solothurn. Seit der Pensionierung von Bernhard Kunz verstärkt Adrienne Rychard das Team.
Seit 2004 besteht ein Ehemaligenchor (siehe Weblinks) mit dem Ziel, selten gesungene Werke auf hohem musikalischen Niveau aufzuführen.

### Bildnerisches Gestalten

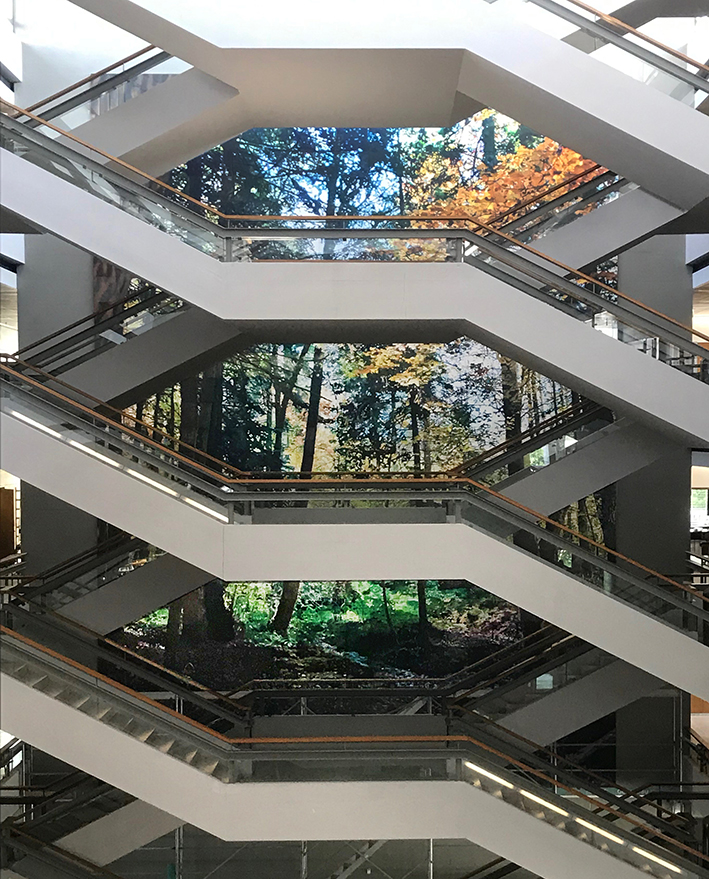
Wandbild "Wald" in der Halle des Gymnasiums Neufeld

Die Plakate zu den Chorkonzerten werden von der Abteilung Bildnerisches Gestalten realisiert. Darüber hinaus gestaltet die Abteilung auch Plakate für das Festival International de Films Fribourg. Entstanden sind ebenfalls mehrere Publikationen, darunter ein Comic zu Kriminalroman „Der Richter und sein Henker“ von Friedrich Dürrenmatt. Beachtenswert sind ebenfalls die grossformatigen Wandbilder im Innern des Schulhauses (s.Weblinks).
Das 1983 mit der Kernfachgruppe Zeichnen entstandene erste Wandgemälde zeigt Ausschnitte architektonischer Epochengeschichte.
2019 wurde das zweite Wandbild in der grossen Halle des Gymnasiums eingeweiht. Es stellt einen Ausschnitt des Bremgartenwaldes dar, welcher sich in unmittelbarer Nähe der Schule befindet. Das Motiv „Wald“ kontrastiert das gegenüberliegende Wandgemälde, welches sich thematisch mit Kultur- und Architekturgeschichte befasst. Wald steht zudem als Symbol für Biodiversität – im übertragenen Sinn eine Vielfalt, welche das Gymnasium charakterisiert und auszeichnet. Das Projekt wurde als grosse Teamarbeit mit Schülerinnen und Schülern, Lehrerinnen, Lehrern und Mitarbeitenden des Gymnasiums in 609 Einzelplatten malerisch umgesetzt.

### Medaillengewinner an Internationalen Wissenschaft-Olympiaden
Mehrere Schüler des Gymnasiums haben an Wissenschafts-Olympiaden Auszeichnungen erhalten:
- 1993 Bronze für Leo von Wyss (Internationale Informatik-Olympiade)
- 1996 Gold für Thomas Braschler (Internationale Chemie-Olympiade)
- 1997 Silber für Thomas Braschler (Internationale Physik-Olympiade)
- 1999 Bronze für Nathan Gass (Internationale Informatik-Olympiade)
- 1999 Gold für Christoph Keller (Internationale Physik-Olympiade)
- 2000 Bronze für Nathan Gass (Internationale Informatik-Olympiade)
- 2005 Bronze für Jonas Helfer (Internationale Biologie-Olympiade)
- 2008 Bronze für Miriam Luginbühl (Internationale Biologie-Olympiade)
- 2008 Bronze für Manuela Binggeli (Internationale Biologie-Olympiade)
- 2013 Bronze für Mario de Capitani (Internationale Chemie-Olympiade)
- 2015 Honorable Mention für Lara Gafner (Internationale Philosophie-Olympiade)
- 2017 gewann Julius Vering Gold an der Schweizer Physik-Olympiade[4] und Gold an der Schweizer Geographie-Olympiade (und gewann damit den Preis für die beste interdisziplinäre Einzelleistung der Wissenschaftsolympiade);[5] 2018 gewann er erneut Gold in Physik;[6] an einer Internationalen Olympiade nahm er jedoch nicht teil.
- 2018 Bronze für Sven Julien Voigt (Internationale Geographie-Olympiade)
- 2019 Honorable Mention für Oona Wälti (Internationale Philosophie-Olympiade)
- 2020 Bronze für Florian Keta (Internationale Mathematik-Olympiade)
- 2022 Bronze Zora Althaus (Internationale Biologie-Olympiade)

1999 gründeten Thomas Braschler und Daniel Wegmann die Schweizer Biologie-Olympiade, den Selektionswettbewerb für die Internationale Biologie-Olympiade. 2005 gründete Jonas Pfister, ehemaliger Schüler und Lehrer des Gymnasiums, die Schweizer Philosophie-Olympiade, den Selektionswettbewerb für die Internationale Philosophie-Olympiade. Gabriel Palacios, ehemaliger Schüler und Lehrer des Gymnasiums und Gründer der AdventureRooms, war Präsident der Schweizer Physik-Olympiade. Für die langjährige Förderung der naturwissenschaftlichen Fächer erhielt das Gymnasium 2009 den Schulpreis der Wissenschafts-Olympiade, der von der Metrohm Stiftung getragen wird.

### Solidaritätsfonds
Auf Initiative von Kaspar Sutter und sechs weiteren Gymnasiasten wurde 1997, als die Rolle der Schweiz im Zweiten Weltkrieg in den Medien debattiert wurde, der Verein „Solidaritätsfonds für die Opfer des Holocaust“ gegründet. Der Verein erhielt 1997 den Jugendpreis der Burgergemeinde Bern.

## Personen
Rektoren/Konrektoren
Realgymnasium/MNG/Abteilung MN:
- Walter Käser 1966–1968
- Gerhart Wagner 1969–1983
- Hans Renfer 1983–1997
- Heinz Salzmann 1997–2009
- Matthias Küng 2009–2024
- Denise Carla Haas seit 2024

Literargymnasium/LG/Abteilung GH:
- Gerhart Räz 1966–1974
- Michael Böhler (* 1940), Literaturwissenschaftler, 1974–1978 Rektor
- Heinz Sommer 1978–2002
- Rolf Maurer 2002–2020
- Birgit Potjer 2020–2025
- Katriinka Vasarik Staub seit 2025

Wirtschaftsgymnasium/WG/Abteilung WR:
- Mario Hess 1973–1982
- Urs Höner 1982–2006
- Christoph Schaer 2006–2017
- Ursula Jenelten seit 2017

Bekannte Ehemalige
- Alec von Graffenried (* 1962), Politiker
- Bernhard Pulver (* 1965), Politiker
- Bänz Friedli (* 1965), Autor, Kabarettist
- Flavia Wasserfallen (* 1979), Politikerin
- Tamara Funiciello (* 1990), Politikerin